# Gedenkzuil van Trefossa
De gedenkzuil van Trefossa aan de Dr. Sophie Redmondstraat in Paramaribo, Suriname, werd gemaakt door Glenn Fung Loy.
Het monument herinnert aan de dichter en surinamist Trefossa, het pseudoniem van Henri Frans de Ziel (1916-1975). Hij is de bedenker van het woord Srefidensi (voor Surinaamse onafhankelijkheid; srefi = zelf; densi = bestemming). Ook schreef hij de tekst van het Surinaamse volkslied, Opo Kondreman. De avond voor de onthulling organiseerde het Kabinet van de President een herdenkingsdienst. President Ronald Venetiaan hield daar een toespraak, S. Sombra was een van de voordragers van een gedicht van Trefossa en Mavis Noordwijk & Friends zongen Opo Kondreman op de melodie van Welcome van de Surinaamse componist Johannes Helstone.
Het monument werd onthuld op 21 november 2005. Het staat bij binnenkomst op het terrein van het crematorium naast de begraafplaats Maria's Rust. Trefossa overleed dertig jaar eerder en woonde toen sinds 1969 in het herstellingsoord Zonneduin in Bloemendaal in Nederland. Daar ontmoette hij de directrice Hulda Walser met wie hij in 1970 trouwde. Na haar dood werd zijn lichaam opgegraven en werden beide lichamen gecremeerd. Hun twee urnen zijn op de dag van de onthulling bijgezet.
Erwin de Vries maakte later ook nog een buste van Trefossa. Deze werd in 2012 onthuld aan de Kleine Combéweg.